# NGC 1313A
NGC 1313A је спирална галаксија у сазвежђу Мрежица која се налази на NGC листи објеката дубоког неба.
Деклинација објекта је - 66° 42' 7" а ректасцензија 3h 20m 5,4s. Привидна величина (магнитуда) објекта NGC 1313 износи 13,9 а фотографска магнитуда 14,7. NGC 1313A је још познат и под ознакама ESO 83-1, IRAS 03195-6652, PGC 12457.